# Petruskerk (Wanswerd)
De Petruskerk is een kerkgebouw in Wanswerd in de Nederlandse provincie Friesland.

## Geschiedenis
De eenbeukige kerk met een zadeldaktoren uit de 16e eeuw was oorspronkelijk gewijd aan Petrus. In de 18e eeuw kreeg de kerk een nieuwe kap met tongewelf. De kerk is een rijksmonument. Het orgel uit 1877 is gemaakt door Willem Hardorff.

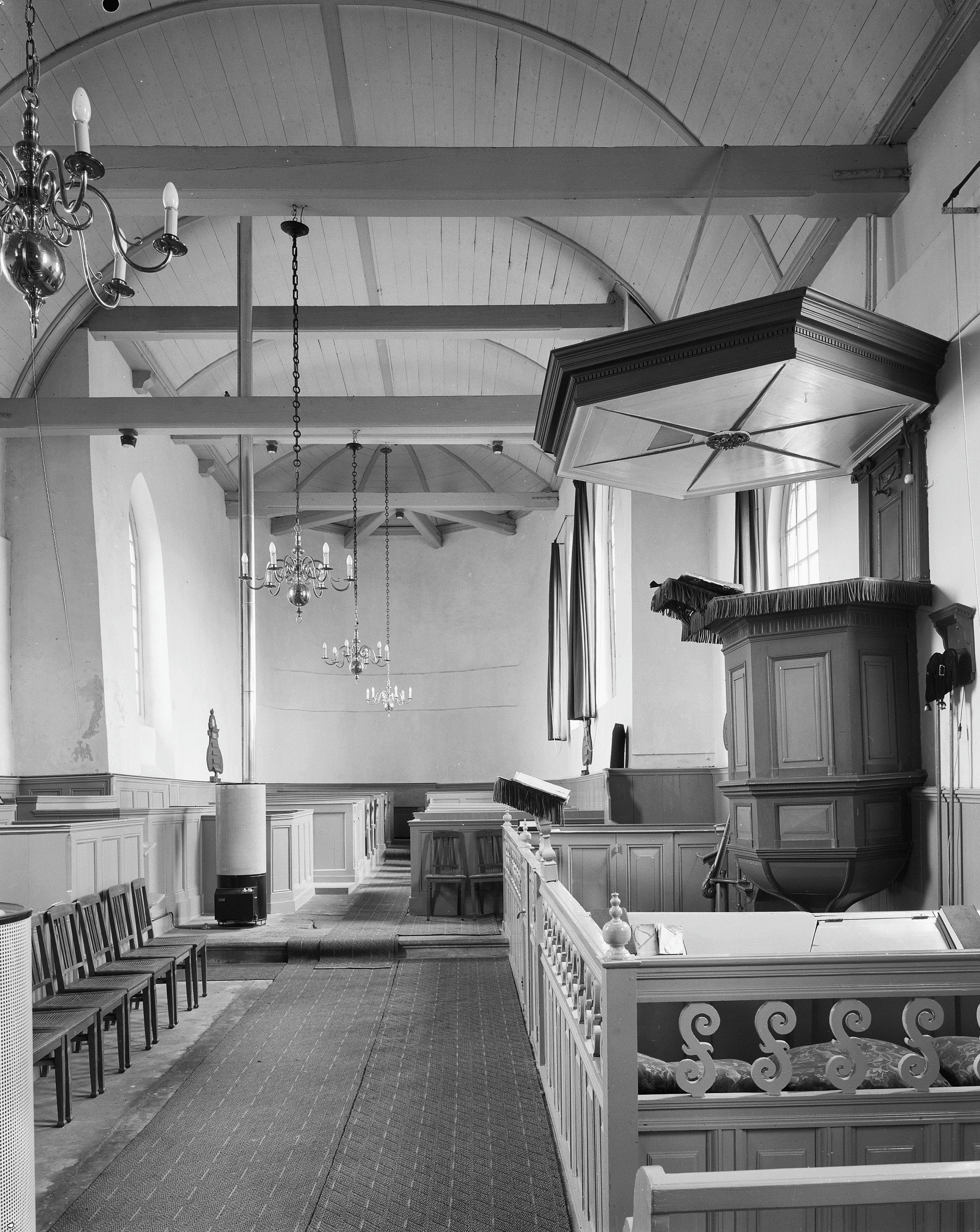
Interieur met preekstoel in 1976
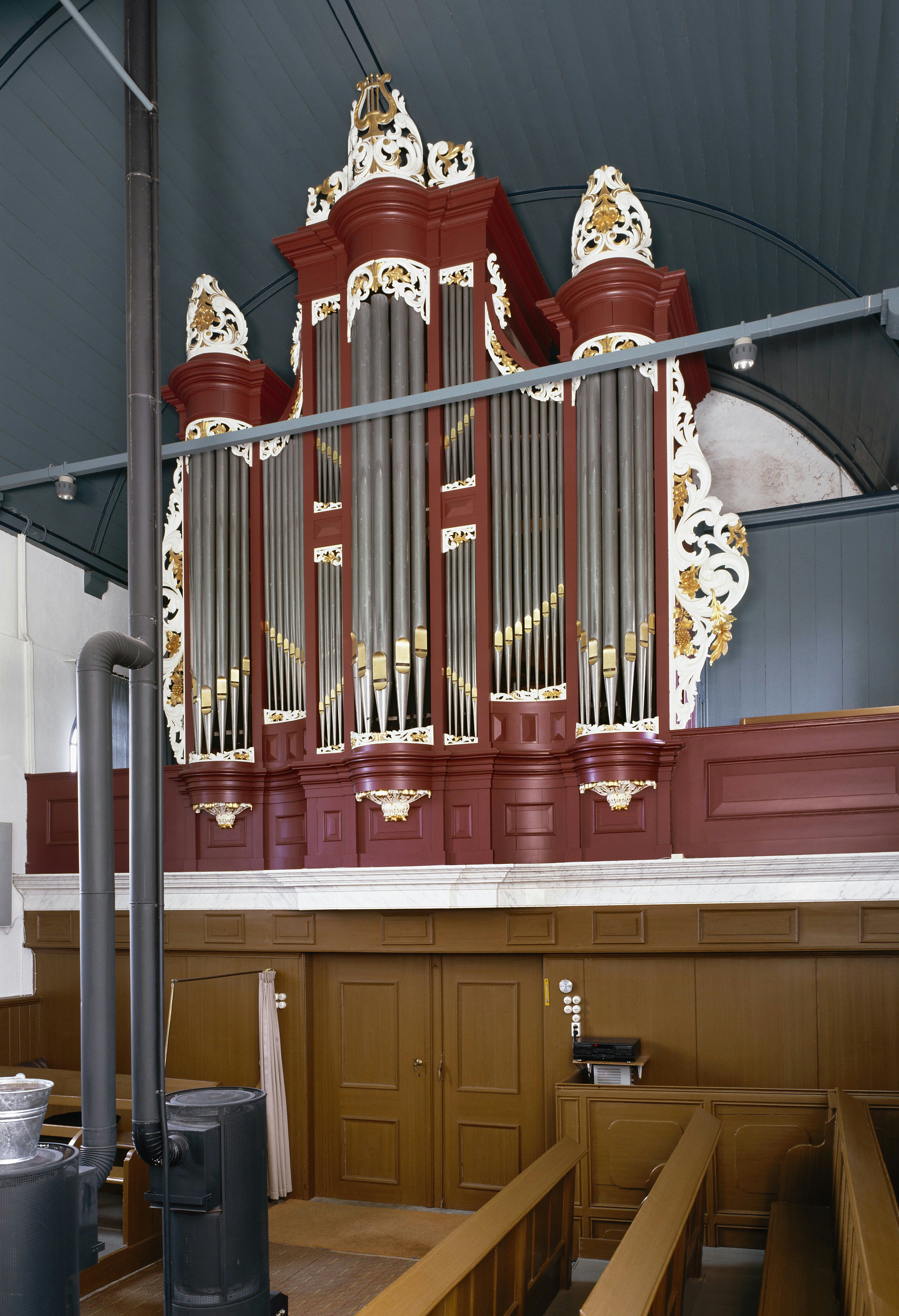
Interieur met orgel (2005)